# 矢作村 (岩手県)
矢作村（やはぎむら）は、1954年（昭和29年）まで岩手県気仙郡に存在していた村である。現在の陸前高田市矢作町にあたる。

## 地理
- 河川：気仙川

## 沿革
- 1889年（明治22年）4月1日 - 町村制施行に伴い、旧来の矢作村単独で村制施行。
- 1955年（昭和30年）1月1日 - 高田町・気仙町・広田町・小友村・竹駒村・横田村・米崎村と合併し、陸前高田市となる。

## 行政

### 歴代村長
| 代 | 氏名         | 就任                       | 退任                       | 備考 |
| -- | ------------ | -------------------------- | -------------------------- | ---- |
| 1  | 村上与一郎   | 1889年（明治22年）5月16日  | 1900年（明治33年）         |      |
| 2  | 村上与一郎   | 1889年（明治22年）5月16日  | 1900年（明治33年）         |      |
| 3  | 村上与一郎   | 1889年（明治22年）5月16日  | 1900年（明治33年）         |      |
| 4  | 佐藤喜平治   | 1900年（明治33年）2月10日  | 1904年（明治37年）2月9日   |      |
| 5  | 梅木力之助   | 1904年（明治37年）2月18日  | 1906年（明治39年）1月      |      |
| 6  | 吉田定吉     | 1906年（明治39年）10月27日 | 1910年（明治43年）10月26日 |      |
| 7  | 佐藤平治     | 1910年（明治43年）12月26日 | 1916年（大正5年）11月8日   |      |
| 8  | 佐藤平治     | 1910年（明治43年）12月26日 | 1916年（大正5年）11月8日   |      |
| 9  | 村上与四松   | 1917年（大正6年）6月1日    | 1921年（大正10年）4月27日  |      |
| 10 | 吉田定吉     | 1921年（大正10年）11月9日  | 1923年（大正12年）2月21日  | 再任 |
| 11 | 伊東伝四郎   | 1923年（大正12年）9月22日  | 1925年（大正14年）9月27日  |      |
| 12 | 村上与四松   | 1926年（大正15年）4月2日   | 1930年（昭和5年）3月16日   | 再任 |
| 13 | 村上鶴吉     | 1930年（昭和5年）3月17日   | 1935年（昭和10年）12月19日 |      |
| 14 | 村上鶴吉     | 1930年（昭和5年）3月17日   | 1935年（昭和10年）12月19日 |      |
| 15 | 熊谷泰祐     | 1936年（昭和11年）4月5日   | 1944年（昭和19年）4月4日   |      |
| 16 | 熊谷泰祐     | 1936年（昭和11年）4月5日   | 1944年（昭和19年）4月4日   |      |
| 17 | 菊池儀右ェ門 | 1944年（昭和19年）4月16日  | 1947年（昭和22年）1月18日  |      |
| 18 | 佐々木弥助   | 1947年（昭和22年）4月5日   | 1954年（昭和29年）12月31日 |      |
| 19 | 佐々木弥助   | 1947年（昭和22年）4月5日   | 1954年（昭和29年）12月31日 |      |

## 交通
- 日本国有鉄道（国鉄）
  - 大船渡線：陸前矢作駅